# Ferdinando Gonzaga
Ferdinando Gonzaga (Mantua, 26 april 1587 – aldaar, 29 oktober 1626) was hertog van Mantua en Monferrato van 1612 tot zijn dood. Hij was een zoon van hertog Vincenzo I en Eleonora de' Medici.
Volgens de gewoonte van de tijd werd hem als tweede zoon een carrière in de geestelijkheid toebedacht. Na studies aan de universiteiten van Ingolstadt en Pisa werd hij in 1607 benoemd tot kardinaal. Het kinderloos overlijden van zijn broer Francesco noodzaakte hem naar Mantua terug te keren en de regering van het hertogdom te aanvaarden.
Om het bestuur van zijn landen voor zijn familie te verzekeren trad hij, met speciale dispensatie van paus Paulus V, uit de geestelijke stand en huwde in 1616 in het geheim met Camilla Faà di Bruno (Casale 1589 – Ferrara 13 juli 1662). Het jaar erop verstootte hij haar echter, nog voor hun kind geboren werd:
- Francesco Giacinto (Mantua 4 december 1616 – 1630)

Op 17 februari 1617 huwde hij te Mantua met Catharina de' Medici (1593 – 1629), dochter van Ferdinando I, groothertog van Toscane. Dit huwelijk bleef kinderloos.
Omdat zijn zoon uit zijn eerste huwelijk onwettig was verklaard en uitgesloten van troonopvolging werd hij opgevolgd door zijn jongere broer Vincenzo.
Ferdinand was de laatste Grootmeester van de Orde van de Christelijke Militie